# 薛雄
薛雄（？—775年3月7日），唐朝绛州龙门县（今山西省河津市）人，名将、平阳郡公薛仁貴之曾孙，司禮主簿薛慎惑之孙，薛光之子，相衛節度使、平陽郡王薛嵩族子。
薛雄开始是为薛嵩属吏，知卫州事。大历七年（773年），薛嵩去世，特诏授卫州刺史。大历十年（775年），薛㟧被部将裴志清所逐。正月初一，唐廷将其地一分为三，以薛择为相州刺史，薛雄为卫州刺史，薛坚为洺州刺史。魏博节度使田承嗣派卢子期攻打洺州，杨光朝攻破卫州，胁迫刺史薛雄作乱，薛雄不从，二月初一，杨光朝屠灭薛雄一门。其弟薛洽。